# Mircea I.
Mircea I., zvaný Starý nebo Velký (1355 – 31. ledna 1418, Călimănești-Căciulata, Olténie) patřil mezi nejdůležitější knížata Valašského knížectví. Přídomek Velký dostal po smrti, aby ho bylo možné rozlišit od jeho vnuka Mircei II. Mladého.
Za jeho vlády dosáhlo Valašské knížectví největšího rozmachu. Jeho hranice sahaly z jihu od Dunaje k řece Olt na sever a na východ až k Černému moři. Panovník razil mince, které se dostaly do oběhu i v zahraničí, obnovoval staré pevnosti v okolí Dunaje a stavěl nové, vedl úspěšnou zahraniční politiku.

## Děti
- Michal I. Valašský – vládce Valašského knížectví v letech 1418–1420
- Radu II. – vládce Valašského knížectví v letech 1420–1422, 1423, 1424–1426 a 1427
- Alexandru I. Aldea – vládce Valašského knížectví v letech 1431–1436
- Vlad II. Dracul – vládce Valašského knížectví v letech 1436–1442 a 1443–1447